# Distritos de Oaxaca

Mapa del estado de Oaxaca dividido en distritos.

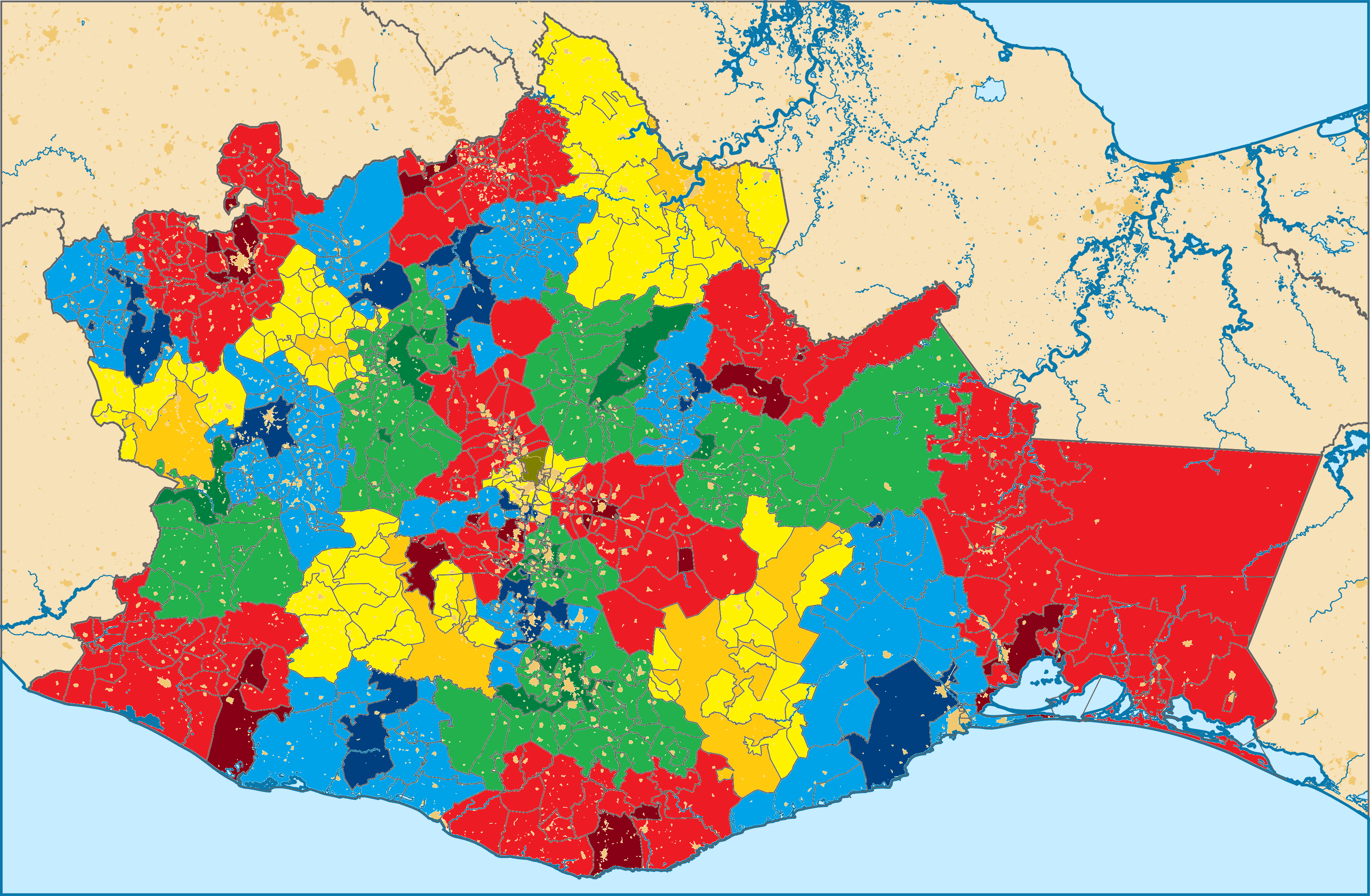
Mapa de los distritos del estado con sus municipios.

Los distritos de Oaxaca son una forma de subdivisión de las regiones que conforman al estado mexicano de Oaxaca. El estado se compone de ocho regiones, que se dividen en un total de 30 distritos, dentro de los cuales se encuentran los 570 municipios que conforman a Oaxaca.

## Oaxaca y sus distritos
| Clave distrital | Distrito     | Región                 | Municipios | Superficie (km²) | Población (2010) | Densidad (hab/km²) |
| --------------- | ------------ | ---------------------- | ---------- | ---------------- | ---------------- | ------------------ |
| 01              | Silacayoapam | Mixteca                | 19         | 1830.54          | 32 802           | 17.91              |
| 02              | Huajuapan    | Mixteca                | 28         | 3269.74          | 140 858          | 43.07              |
| 03              | Coixtlahuaca | Mixteca                | 13         | 1666.19          | 9 621            | 5.77               |
| 04              | Teotitlán    | Sierra de Flores Magón | 25         | 2211.67          | 146 270          | 66.13              |
| 05              | Cuicatlán    | Sierra de Flores Magón | 20         | 2186.94          | 53 870           | 24.63              |
| 06              | Tuxtepec     | Papaloapan             | 14         | 5495.74          | 416 824          | 75.84              |
| 07              | Choapan      | Papaloapan             | 6          | 3001.05          | 48 368           | 16.11              |
| 08              | Juxtlahuaca  | Mixteca                | 7          | 1848.48          | 73 109           | 39.55              |
| 09              | Teposcolula  | Mixteca                | 21         | 1546.57          | 32 735           | 21.16              |
| 10              | Nochixtlán   | Mixteca                | 32         | 2798.69          | 62 105           | 22.19              |
| 11              | Etla         | Valles Centrales       | 23         | 2220.96          | 135 791          | 61.14              |
| 12              | Ixtlán       | Sierra de Juárez       | 26         | 2885.54          | 37 753           | 13.08              |
| 13              | Villa Alta   | Sierra de Juárez       | 25         | 1156.39          | 31 596           | 27.32              |
| 14              | Mixe         | Sierra de Juárez       | 17         | 4930.46          | 107 140          | 21.73              |
| 15              | Putla        | Sierra Sur             | 10         | 2626.56          | 90 426           | 34.42              |
| 16              | Tlaxiaco     | Mixteca                | 35         | 2710.87          | 114 761          | 42.33              |
| 17              | Zaachila     | Valles Centrales       | 6          | 568.90           | 48 463           | 85.18              |
| 18              | Zimatlán     | Valles Centrales       | 13         | 988.49           | 56 288           | 56.94              |
| 19              | Centro       | Valles Centrales       | 21         | 538.60           | 559 086          | 1038.03            |
| 20              | Tlacolula    | Valles Centrales       | 25         | 3324.14          | 117 032          | 35.20              |
| 21              | Jamiltepec   | Costa                  | 24         | 4293.23          | 184 266          | 42.92              |
| 22              | Juquila      | Costa                  | 12         | 3538.54          | 150 493          | 42.52              |
| 23              | Sola de Vega | Sierra Sur             | 16         | 3592.42          | 79 284           | 22.06              |
| 24              | Ejutla       | Valles Centrales       | 13         | 980.99           | 44 296           | 45.14              |
| 25              | Ocotlán      | Valles Centrales       | 20         | 857.92           | 72 928           | 85.00              |
| 26              | Miahuatlán   | Sierra Sur             | 32         | 3975.12          | 127 433          | 32.05              |
| 27              | Yautepec     | Sierra Sur             | 12         | 4559.16          | 33 680           | 7.38               |
| 28              | Tehuantepec  | Istmo de Tehuantepec   | 19         | 6318.40          | 239 287          | 37.87              |
| 29              | Juchitán     | Istmo de Tehuantepec   | 22         | 14436.86         | 356 146          | 24.66              |
| 30              | Pochutla     | Costa                  | 14         | 3773.29          | 199 251          | 52.80              |